# Super High Me
Super High Me (trocadilho com o título do filme Super Size Me e high, "chapado" em inglês) é uma comédia apresentada em forma de documentário pelo comediante americano Doug Benson, que pretende mostrar no seu filme os efeitos causados pelo uso da maconha durante 30 dias, o dia todo, numa analogia ao filme lançado pelo também americano Morgan Spurlock, Super Size Me, onde Spurlock se propõe a apresentar os malefícios da rede de fast-food McDonald's, passando 30 dias se alimentando apenas de produtos do estabelecimento.
Super High Me documenta Benson sem consumir maconha por 30 dias e, posteriormente, fumando e consumindo-a seguidamente por 30 dias. Segundo Benson, Super High Me é o "Super Size Me com fumo em vez de McDonald's". Para assegurar-se que o álcool não afetaria os resultados, ficou sem beber pelos dois meses em que filmou o documentário. O filme também inclui entrevistas com ativistas pró-marijuana, proprietários de estabelecimentos que vendem o produto, políticos e pacientes que formam o movimento pela maconha medicinal.
Benson, comediante de stand-up notório por consumir a droga e fazê-la tema de seus shows, realizou diversos exames médicos para medir sua saúde física e mental, durante as duas fases do documentário. Sua saúde, segundo o médico responsável, não foi afetada pelo uso da cannabis. Benson ganhou cerca de 3,5 quilos de peso, e sua contagem de espermatozóides acabou por aumentar (contrariando os resultados comumente encontrados nos estudos médicos sobre o assunto), além de conseguir um desempenho sete vezes maior no teste de percepção extra-sensorial (sete acertos em quinze, contra um, anteriormente). No SAT, espécie de vestibular norte-americano, Benson obteve um maior resultado ao consumir a droga, embora sua nota em matemática acabe sendo menor.
|                     | Não usando          | Usando              |
| ------------------- | ------------------- | ------------------- |
| SAT                 | 980/1600            | 1030/1600           |
| Habilidade psíquica | 1/25                | 7/25                |
| Espermograma        | 21 milhões/ml       | 33 milhões/ml       |
| Capacidade pulmonar | 92%                 | 89%                 |
| Peso                | -0,9 kg             | +3,5 kg             |
| Mini Estat. Mentais | 27/29; 2/3 palavras | 24/29; 3/3 palavras |

O poster do filme mostra Benson rindo, com uma quantidade exagerada de baseados superimpostos em sua boca. Uma das primeiras capas projetadas para o DVD mostrava a imagem original, com uma grande nuvem de fumaça saindo de sua boca.